# دواين كير
دواين اوريل كير (بالإنجليزية: Duwayne Oriel Kerr)‏ هو حارس مرمى كرة قدم مواليد 16 يناير 1987م في جامايكا ، يلعب في نادي سارسبورج النرويجي، ومثل منتخب جامايكا لكرة القدم في بطولة كوبا أمريكا 2015 التي إقيمت في تشيلي .

## روابط خارجية
- دواين كير على موقع قاعدة بيانات كرة القدم.إي يو (الإنجليزية)
- دواين كير على موقع ناشيونال فوتبول تيمز (الإنجليزية)
- دواين كير على موقع Soccerway.com (الإنجليزية)
- دواين كير على موقع عالم كرة القدم.نت (الإنجليزية)
- دواين كير على موقع كووورة